# Бюйенс, Йони
Йо́ни Бю́йенс (нидерл. Yoni Buyens, нидерландское произношение [ˈjoː.ni ˈbœy̆.ɥə(n)s]; 10 марта 1988, Дюффел) — бельгийский футболист, полузащитник.

## Карьера

### «Льерс»
Йони - воспитанник бельгийского футбольного клуба «Льерс», в 17 лет дебютировал в первой команде в матче против «Генка». В 2006 году, когда клуб возглавил Хьетиль Рекдаль, Йони стал все чаще попадать в основной состав. Болельщики «Льерса» назвали его лучшим игроком сезона в своем клубе.

### «Мехелен»
В мае 2009 года молодой футболист перешёл в «Мехелен». Там он сразу закрепился в основном составе. В это же время к нему стал проявлять интерес «Брюгге». 23-летний Бюйенс рассчитывал на повышение в классе, путём перехода, но президент «Мехелена» Джон Тиммерманс был против сделки.

### «Стандард» (Льеж)
20 июля 2011 года, после долгих переговоров, Бюйенс перешёл в льежский «Стандард».